# Miradoux
Miradoux – miejscowość i gmina we Francji, w regionie Oksytania, w departamencie Gers.
Według danych na rok 1990 gminę zamieszkiwały 594 osoby, a gęstość zaludnienia wynosiła 17 osób/km² (wśród 3020 gmin regionu Midi-Pireneje Miradoux plasuje się na 524. miejscu pod względem liczby ludności, natomiast pod względem powierzchni na miejscu 228.).